# Everard ter Laak
Everard ter Laak CICM (* 5. November 1868, Didam, Gelderland; † 5. Mai 1931) war ein niederländischer römisch-katholischer Missionar und Bischof, der in China und der Mongolei wirkte.

## Leben
Everardus Johannes Theodorus ter Laak wurde am 5. November 1868 in Didam als Sohn des Müllers Jacobus Everardus ter Laak (1824–1888) und dessen Ehefrau Maria Bernardina van der Grinten (1832–1886) geboren. 
1889 trat er in die Kongregation vom Unbefleckten Herzen Mariens ein. 1892 wurde innerhalb der Kongregation zum Priester geweiht und ging in die Mission nach China und in die Mongolei.
1906 wurde er zum Apostolischen Vikar von Süd-Gansu in China ernannt. 1914 wurde er zum Titularbischof von Paroecopolis ernannt. Die Bischofsweihe spendete ihm Jerome van Aertselaer. Mitkonsekratoren waren Alphonse Bermyn und Conrad Abels. Gleichzeitig wurde er zum Apostolischen Koadjutorvikar der Zentralmongolei bestellt. 1922 wurde das Apostolische Vikariat der Zentralmongolei in Apostolisches Vikariat von Chahar umbenannt.
1924 wurde er als Nachfolger von Jerome van Aertselaer zum Apostolischen Vikar von Chahar ernannt, das im selben Jahr zum Apostolischen Vikariat von Siwantze umbenannt wurde. Gleichzeitig war er Superior von Urga in der Mongolei.
Everard ter Laak verstarb am 5. Mai 1931 im Alter von 62 Jahren.